# Podatność magnetyczna
Podatność magnetyczna – współczynnik proporcjonalności w równaniu określającym wielkość namagnesowania jako funkcję natężenia pola magnetycznego:
{\displaystyle M=\chi H,}
gdzie:
{\displaystyle M} – namagnesowanie (moment magnetyczny jednostki objętości substancji),
{\displaystyle \chi } – objętościowa podatność magnetyczna,
{\displaystyle H} – natężenie pola magnetycznego.
Podatność magnetyczna jest w systemie SI wielkością bezwymiarową.
W zależności od właściwości substancji jej podatność magnetyczna zmienia się dość zasadniczo. Gdy:
- {\displaystyle \chi <0} – substancja jest diamagnetykiem, co oznacza że pole magnetyczne jest „wypychane” z takiego ciała (maleje gęstość strumienia pola magnetycznego w porównaniu z próżnią),
- {\displaystyle \chi =0} – brak podatności, np. dla próżni,
- {\displaystyle \chi >0} – substancja jest paramagnetykiem, co oznacza że pole magnetyczne jest „wciągane” do takiego ciała (rośnie gęstość strumienia pola magnetycznego w porównaniu z próżnią),
- {\displaystyle \chi \gg 0} – substancja jest ferromagnetykiem.

Pomimo obowiązującego układu jednostek SI, w literaturze przy zagadnieniach zajmujących się podatnością magnetyczną, nadal często stosuje się stary układ CGS. W rozpatrywanych zagadnieniach wygodne jest stosowanie pojęć podatności określonej ilości materii. Może to być:
- objętościowa podatność magnetyczna {\displaystyle (\chi _{V})} – podatność przypadająca na jednostkową objętość materii; w układzie CGS jest wielkością bezwymiarową;
- molowa podatność magnetyczna, {\displaystyle (\chi _{m}){:}}

{\displaystyle \chi _{m}=V_{m}\chi }
gdzie:
{\displaystyle V_{m}} – objętość molowa.
- podatność magnetyczna molowa pierwiastka, która jest jednym z częściej spotykanych; jest to podatność magnetyczną materiału, w przeliczeniu na ilość moli wybranego pierwiastka w jednym molu substancji. Zwykle przeliczenie jest na atomy pierwiastków od których pochodzi magnetyzm. Jednostką podatności w układzie CGS wówczas będzie:

{\displaystyle \left[\chi _{M}\right]=\mathrm {\frac {cm^{3}}{mol\ X}} ,}
gdzie mol X będzie oznaczało mol atomów pierwiastka X.